# مردقوش دايي
المردقوش الدايي (باللاتينية: Origanum dayi) نوع نباتي من جنس المردقوش الذي يتبع الفصيلة الشفوية.

## الموئل والانتشار
موطنه بلاد الشام.

## مرادفات للاسم العلمي
- (باللاتينية: Satureja camphorata Bornm.)